# Sthenias microphthalmus
Sthenias microphthalmus är en skalbaggsart som beskrevs av Stefan von Breuning 1956. Sthenias microphthalmus ingår i släktet Sthenias och familjen långhorningar. Inga underarter finns listade i Catalogue of Life.